# Giritirto (Karanggayam)
Giritirto is een bestuurslaag in het regentschap Kebumen van de provincie Midden-Java, Indonesië. Giritirto telt 3864 inwoners (volkstelling 2010).